# Max Wellmann
Max Wellmann (* 15. März 1863 in Stettin; † 9. Oktober 1933 in Potsdam) war ein deutscher Klassischer Philologe und Medizinhistoriker. Er galt zu seiner Zeit als einer der besten Kenner der antiken Medizin und Naturwissenschaften. Seine intensive Forschungsarbeit wurde durch die starke Belastung seines Lehramts an der Schule und durch seine angespannte finanzielle Lage erschwert. Seine Schriften werden bis heute in der medizingeschichtlichen Forschung vielfach zitiert; als Hochschullehrer übte er jedoch keine entscheidende Wirkung aus.

## Leben
Max Wellmann wurde am 15. März 1863 als drittes der elf Kinder des Kaufmanns Theodor Wellmann (1834–1889) und seiner Ehefrau Wilhelmine (1836–1909, geb. Meyer) geboren. Er besuchte das Stettiner Stadtgymnasium, wo er am 22. März 1881 die Reifeprüfung ablegte. Anschließend studierte er Klassische Philologie an der Universität Greifswald. Er hörte Vorlesungen und besuchte Seminare bei Georg Kaibel, Adolph Kießling und Franz Susemihl. Besonderen Einfluss auf Wellmann hatte Ulrich von Wilamowitz-Moellendorff; er regte ihn auch zu seiner Dissertation über Kallimachos an, bevor er 1883 nach Göttingen wechselte. Wellmann wurde 1886 aufgrund seiner Dissertation De Istro Callimachio mit dem Prädikat magna cum laude promoviert. Wenige Tage später legte er die Lehramtsprüfung für Latein, Griechisch und Französisch ab.

### Gymnasiallehrer in Stettin
Nach dem Studium kehrte Wellmann nach Stettin zurück. Bis Ostern 1887 absolvierte er sein Probejahr am Marienstiftsgymnasium, wo er anschließend zwei Jahre lang als außeretatmäßiger Hilfslehrer (Mitglied des Königlichen Seminares für gelehrte Schulen) arbeitete. Am 1. April 1889 wurde er als etatmäßiger Hilfslehrer angestellt, was eine Verdreifachung seines Gehalts bedeutete. So war es Wellmann ab den 1890er Jahren möglich, sich wieder der wissenschaftlichen Arbeit zuzuwenden. Er veröffentlichte Aufsätze in den Greifswalder Commentationes philologicae, in den Jahrbüchern für klassische Philologie und in der Zeitschrift Hermes. Im Winter 1889/1890 ließ sich Wellmann zusätzlich in Berlin zum Turnlehrer ausbilden. Zu Ostern 1893 endete die vorgeschriebene Zeit von vier Jahren als Hilfslehrer, Wellmann wurde am Marienstiftsgymnasium fest angestellt und zum Oberlehrer ernannt.
Während seiner Tätigkeit im Schuldienst konnte sich Wellmann seiner Forschungsarbeit nur unter großen finanziellen Opfern leisten. Er musste beispielsweise die Kosten seiner Vertretung selbst bestreiten, wenn er zu Forschungszwecken Sonderurlaub nahm. Nur vom 1. Oktober 1894 bis zum 1. April 1896 erhielt er ein Forschungsstipendium der Göttinger Königlichen Gesellschaft der Wissenschaften, vermutlich auf Veranlassung seines Mentors Wilamowitz. Seine finanzielle Situation und die doppelte Belastung schadeten Wellmanns Gesundheit. Der Schulleiter Gustav Weicker schätzte seine Forschung zwar sehr, hielt aber den geregelten Schulbetrieb für wichtiger. Sein Kollege Albrecht Tiebe schlug in einem Schreiben dem Ministerialdirektor Friedrich Althoff vor, Wellmann an die Universität zu versetzen. Zu dieser Zeit musste Wellmann immer noch den größten Teil seines Gehalts für die Rückzahlung eines Kredits abtreten, den er zur Finanzierung seines Universitätsstudiums hatte aufnehmen müssen. Seine chronische Überarbeitung führte dazu, dass sein Stundenpensum im Februar 1901 um sieben Stunden reduziert wurde. Seine unhaltbare Situation war auch den Fachgelehrten bekannt, die mit ihm zusammenarbeiteten. Der Hallenser Professor Georg Wissowa sprach sich in einem Brief (unbekannter Adressat) dafür aus, auf Wellmanns angegriffene Gesundheit und schwierige finanzielle Lage zu reagieren und ihm seine Forschungsarbeit zu erleichtern.

### Wechsel nach Potsdam
Zum 1. Oktober 1902 wechselte Wellmann nach Rücksprache mit Friedrich Althoff an das Viktoria-Gymnasium in Potsdam. Gleichzeitig bat er um einen einjährigen Forschungsurlaub, der ihm zunächst für den 1. April 1903 in Aussicht gestellt wurde. Aber erst nach zahlreichen Briefen und Eingaben wurde Wellmann nach dem Einschreiten des Göttinger Universitätsprofessors Friedrich Leo ein halbjähriger Urlaub ab dem 1. Oktober 1903 gewährt. Er nutzte ihn für die Untersuchung verschiedener Handschriften. Daneben gewannen ihn der Berliner Professor Hermann Diels und der Kopenhagener Professor Johan Ludvig Heiberg als Mitarbeiter für das Corpus Medicorum Graecorum/Latinorum, das zu dieser Zeit von der Preußischen und der Dänischen Akademie der Wissenschaften vorbereitet wurde. Von 1901 bis 1906 half Wellmann mit großem Einsatz an der Erstellung des Handschriftenkatalogs für das Editionsprojekt mit. Er begann im Wintersemester 1904/05 ein Medizinstudium in Berlin, für das er das Kultusministerium erfolglos um finanzielle Unterstützung bat. Nach seiner Ernennung zum Gymnasialprofessor (Januar 1906) erhielt Wellmann von der Leipziger Puschmann-Stiftung ein Reisestipendium für Italien, für dessen Nutzung er erneut Sonderurlaub beantragen musste. Während seines Aufenthalts in der Vatikanischen Bibliothek (1906/1907) entdeckte er in einer Handschrift die bis dahin unbekannte Schrift De venenatis animalibus des Philumenos, die er bereits im nächsten Jahr als ersten Band des Corpus Medicorum in einer kritischen Ausgabe veröffentlichte. Für seine Arbeit wurde er 1910 mit der silbernen Leibniz-Medaille der Preußischen Akademie der Wissenschaften ausgezeichnet.

### Pensionierung und Bemühung um eine Professur
Nach langen Jahren der Zerrissenheit zwischen Schule und Forschung nahm Wellmann seine geplante Versetzung an das Kaiserin-Augusta-Gymnasium 1914 zum Anlass, seine Pensionierung zu beantragen. Gleichzeitig bemühte sich Hermann Diels, für Wellmann eine Honorarprofessur für Geschichte der antiken Medizin und Naturwissenschaften an der Berliner Universität einzurichten. Der Vorschlag wurde von den Professoren Wilamowitz, Eduard Norden und Franz Eilhard Schulze unterstützt. Angesichts der angespannten Haushaltslage der Universität während des Ersten Weltkriegs wurde dieser Vorschlag jedoch erst am 23. Oktober 1919 umgesetzt. Max Wellmann wurde am 29. November 1919 beauftragt, die Geschichte der antiken Medizin und der Naturwissenschaften in Vorlesungen und Übungen zu vertreten. Abgesehen von den Vorlesungshonoraren erhielt er keine Vergütung, jedoch versprach ihm die Philosophische Fakultät „Remuneration, je nachdem es die verfügbaren Mittel gestatten“.
Zum Sommersemester 1920 sollte Wellmann seine Lehrtätigkeit aufnehmen. Die angekündigte Vorlesung und Übung zog er zurück, da die erhoffte Erhöhung seiner Pension ausgeblieben war. Auch in den nächsten Nachkriegssemestern bot Wellmann keine Lehrveranstaltungen an und gab stattdessen Privatunterricht, um seine Einkünfte zu vermehren. Erst im Sommersemester 1922 hielt Wellmann seine erste Vorlesung über die Geschichte der Medizin und der Naturwissenschaften seit der hellenistischen Zeit. Im folgenden Semester pausierte er wieder. Erst ab 1924, als die Universität ihm einen mit Honorar verbundenen Lehrauftrag erteilte, hielt er regelmäßig Vorlesungen, die aber zogen nur wenige Studenten an. Selbst in seiner Abschiedsvorlesung las er nur vor drei Zuhörern: Walter Artelt, Paul Diepgen und Edith Heischkel. Für seine Forschung erfuhr Wellmann weiterhin Anerkennung. Das Comité international d’histoire des sciences zu Paris ernannte ihn 1929 zum korrespondierenden Mitglied, die Medizinische Fakultät der Berliner Universität verlieh ihm anlässlich seines 70. Geburtstags am 15. März 1933 die Ehrendoktorwürde. Zu seinem Geburtstag wurde ihm auch der dritte Band der Quellen und Studien zur Geschichte der Naturwissenschaften und der Medizin gewidmet.
Am 9. Oktober 1933 starb Wellmann im städtischen Krankenhaus Potsdam an den Folgen eines Schlaganfalls. Seine Hinterlassenschaft war zu diesem Zeitpunkt gering, da er den größten Teil seiner Bibliothek bereits 1931 veräußert hatte. Die übrigen persönlichen Gegenstände und ein Guthaben von etwa 1100 Mark wurden zwischen seinen drei Erben aufgeteilt; sein Nachlass, bestehend aus Briefen und Notizen, wird im Archiv der Humboldt-Universität zu Berlin aufbewahrt. Gemäß seinem Letzten Willen wurde Wellmann eingeäschert und auf dem Neuen Friedhof in Potsdam bestattet.

## Leistungen
Max Wellmann galt als führender Kenner der antiken Medizin und Naturwissenschaften seiner Zeit und war als solcher allgemein anerkannt. Trotz seiner schwierigen persönlichen Lage veröffentlichte er Dutzende Aufsätze und mehrere Monografien. Für die Neubearbeitung von Paulys Realencyclopädie der classischen Altertumswissenschaft verfasste Wellmann von 1893 bis 1910 insgesamt 297 Artikel.
Bereits seine umfangreiche Dissertation wurde gut aufgenommen. In einer Rezension lobte Julius Kaerst die Quellenarbeit Wellmanns. Nach einigen Aufsätzen zur antiken Medizin und einzelnen Überlieferungsfragen brachte Wellmann 1895 in Berlin seine zweite Monografie heraus (Die pneumatische Schule bis auf Archigenes in ihrer Entwickelung dargestellt), die als 14. Heft der von A. Kießlung und U. von Wilamowitz herausgegebenen Philologischen Untersuchungen erschien. Wellmann lieferte darin biografische Angaben der bedeutendsten Vertreter der sogenannten pneumatischen Schule und legte ihre Physiologie, Pathologie und Diäthetik ausführlich dar. Er deutete auch die Verbindungen der verschiedenen Ärzteschulen untereinander an, wobei er viele Fragmente zum ersten Mal heranzog.
Seine nächsten Monografien waren Krateuas (Berlin 1897), worin Wellmann die meisten Fragmente des Arztes Krateuas als unzugehörig erkannte, und Das älteste Kräuterbuch der Griechen (Leipzig 1898), eine Festgabe für seinen Greifswalder Lehrer Franz Susemihl zu dessen Emeritierung. Wellmann entwickelte sich zum Spezialisten für die Überlieferungsgeschichte der antiken medizinischen Texte. Neben den Aufsätzen zu Pedanios Dioskurides wurde besonders seine Quellensammlung mit dem Titel Die Fragmente der sikelischen Ärzte Akron, Philistion und des Diokles von Karystos (= Fragmentsammlung der griechischen Ärzte. Band 1. Berlin 1901) vielfach diskutiert. Von 1906 bis 1914 erschien seine Dioskurides-Ausgabe. Seine nächste selbstständige Publikation war A. Cornelius Celsus, eine Quellenuntersuchung (Berlin 1913), das wiederum in den Philologischen Untersuchungen (Band 23) erschien.
Bis zu seinem Tode arbeitete Wellmann unermüdlich an seinen Quellenforschungen und Darstellungen. Seine letzten Aufsätze erschienen 1934. Bis heute werden seine Arbeiten in medizinhistorischen Abhandlungen vielfach zitiert.